# Éretlenségi (film, 2019)
Az Éretlenségi (eredeti cím: Booksmart) 2019-ben bemutatott amerikai filmvígjáték, amelyet Olivia Wilde rendezett. A forgatókönyvet Emily Halpern, Sarah Haskins, Susanna Fogel és Katie Silberman írta. A főbb szerepekben Kaitlyn Dever, Beanie Feldstein, Jessica Williams, Lisa Kudrow, Will Forte és Jason Sudeikis látható.
Az Amerikai Egyesült Államokban 2019. május 24-én debütált a mozikban a United Artists Releasing forgalmazásában. Magyarországon 2019. május 20-án mutatta be a Fórum Hungary.

## Cselekmény
A középiskolás Amy és Molly legjobb barátnők, szorgalmasan tanulnak és társaikkal ellentétben sosem járnak bulizni. Érettségi előtt viszont rádöbbennek, mi mindenből maradtak ki a négy év alatt, ezért egy őrült estét terveznek.

## Szereplők
| Szereplő          | Szereplő            | Magyar hang         |
| ----------------- | ------------------- | ------------------- |
| Molly Davidson    | Beanie Feldstein    | Pekár Adrienn       |
| Amy Antsler       | Kaitlyn Dever       | Törőcsik Franciska  |
| Miss Fine         | Jessica Williams    | Majsai-Nyilas Tünde |
| Charmaine Antsler | Lisa Kudrow         | Nyírő Beáta         |
| Doug Antsler      | Will Forte          | Vida Péter          |
| Jordan Brown      | Jason Sudeikis      | Dózsa Zoltán        |
| Gigi              | Billie Lourd        | Gáspár Kata         |
| Hope              | Diana Silvers       | Csifó Dorina        |
| Jared             | Skyler Gisondo      | Hamvas Dániel       |
| Sárga Angyal      | Molly Gordon        | Sodró Eliza         |
| George            | Noah Galvin         | Sánta László        |
| Alan              | Austin Crute        | Bercsényi Péter     |
| Ryan              | Victoria Ruesga     | Czető Zsanett       |
| Theo              | Eduardo Franco      | Markovics Tamás     |
| Tanner            | Nico Hiraga         | Rada Bálint         |
| Nick              | Mason Gooding       | Ágoston Péter       |
| Pat               | Mike O’Brien        | Haagen Imre         |
| Motivációs hang   | Maya Rudolph (hang) | Pap Katalin         |